# Lluís Carrillo Milán
Lluís Carrillo Milán (Barcelona, 5 de setembre de 1971) és un entrenador de futbol català, que ha entrenat principalment la Unió Esportiva Llagostera des de l'octubre de 2014. És germà del també entrenador Joan Antoni Carrillo Milán.

## Carrera esportiva
Va arribar al Llagostera el 2008 com a director del futbol base, però el 2011 va fer el salt a la banqueta com a segon entrenador d'Oriol Alsina Garcia, i el 2012 passà a ser-ne el primer entrenador, sempre al costat d'Alsina, que no tenia la titulació necessària per a fer d'entenador. El 4 de febrer de 2013, Carrillo fou confirmat com a primer entrenador i Alsina passà a secretari tècnic del club. El juny de 2014, després de l'ascens del Llagostera a Segona A tant Carrillo com Alsina van anunciar que marxaven per dedicar-se completament al Girona Futbol Club, tot i que finalment es feren enrere per desavinences amb la directiva i van tornar a Llagostera: Alsina com a director esportiu i Carrillo com a cercapromeses. El 22 d'octubre de 2014 el club confirmà que Carrillo i Alsina serien el nou tàndem d'entrenadors del primer equip, substituint a Santiago Castillejo Castillejo.